# Omorgus stellatus
Omorgus stellatus là một loài bọ cánh cứng trong họ Trogidae.